# Tour de Wallonie 2022
Tour de Wallonie 2022 – 49. edycja wyścigu kolarskiego Tour de Wallonie, która odbyła się w dniach od 23 do 27 lipca 2022 na liczącej ponad 961 kilometrów trasie składającej się z 5 etapów i biegnącej w Walonii. Impreza kategorii 2.Pro była częścią UCI ProSeries 2022.

## Etapy
| Etap | Data   | Start – Meta                       | type        | Dystans (km) | Suma wzniesień (m) | Zwycięzca etapu    | Lider              |
| ---- | ------ | ---------------------------------- | ----------- | ------------ | ------------------ | ------------------ | ------------------ |
| 1    | 23 lip | Temploux – Huy                     | pagórkowaty | 174,44       | 2385 m             | Julian Alaphilippe | Julian Alaphilippe |
| 2    | 24 lip | Verviers – Herve                   | pagórkowaty | 176,8        | 2907 m             | Oier Lazkano       | Robert Stannard    |
| 3    | 25 lip | Visé – Rochefort                   | płaski      | 194,3        | 3084 m             | Arnaud De Lie      | Robert Stannard    |
| 4    | 26 lip | Durbuy – Couvin                    | płaski      | 200,89       | 3132 m             | Davide Ballerini   | Robert Stannard    |
| 5    | 27 lip | Le Rœulx – Chapelle-lez-Herlaimont | płaski      | 214,8        | 1519 m             | Jan Bakelants      | Robert Stannard    |

## Drużyny
| WorldTeams (14)- AG2R Citroën Team - Bora-Hansgrohe - Cofidis - Team DSM - EF Education-EasyPost - Groupama-FDJ - Ineos Grenadiers - UAE Team Emirates - Intermarché-Wanty-Gobert Matériaux - Quick-Step Alpha Vinyl - Lotto-Soudal - Trek-Segafredo - Israel-Premier Tech - Movistar Team ProTeams (6)- Alpecin-Deceuninck - TotalEnergies - B&B Hotels-KTM - Bingoal Pauwels Sauces WB - Sport Vlaanderen-Baloise - Arkéa-Samsic Continental teams (2)- Tarteletto-Isorex - Baloise Trek Lions |
| |

### Lista startowa
| Trek-Segafredo TFS | Trek-Segafredo TFS      | Trek-Segafredo TFS |
| ------------------ | ----------------------- | ------------------ |
| Nr                 | Kolarz                  | Miejsce            |
| 1                  | Filippo Baroncini (ITA) | 13.                |
| 2                  | Marc Brustenga (ESP)    | DNF-5              |
| 3                  | Matteo Moschetti (ITA)  | DNF-5              |
| 4                  | Mattias Skjelmose (DEN) | 3.                 |
| 5                  | Edward Theuns (BEL)     | 58.                |
| 6                  | Markus Hoelgaard (NOR)  | 29.                |
| 7                  | Otto Vergaerde (BEL)    | DNS-4              |

| AG2R Citroën Team ACT | AG2R Citroën Team ACT        | AG2R Citroën Team ACT |
| --------------------- | ---------------------------- | --------------------- |
| Nr                    | Kolarz                       | Miejsce               |
| 11                    | Greg Van Avermaet (BEL)      | 5.                    |
| 12                    | Clément Champoussin (FRA)    | 22.                   |
| 13                    | Paul Lapeira (FRA)           | 83.                   |
| 14                    | Lawrence Naesen (BEL)        | 64.                   |
| 15                    | Valentin Paret-Peintre (FRA) | 70.                   |
| 16                    | Gijs Van Hoecke (BEL)        | 85.                   |
| 17                    | Larry Warbasse (USA)         | 62.                   |

| Bora-Hansgrohe BOH | Bora-Hansgrohe BOH      | Bora-Hansgrohe BOH |
| ------------------ | ----------------------- | ------------------ |
| Nr                 | Kolarz                  | Miejsce            |
| 21                 | Patrick Gamper (AUT)    | 57.                |
| 22                 | Jonas Koch (GER)        | 44.                |
| 23                 | Anton Palzer (GER)      | 23.                |
| 24                 | Shane Archbold (NZL)    | 98.                |
| 25                 | Matthew Walls (GBR)     | 92.                |
| 26                 | Frederik Wandahl (DEN)  | 8.                 |
| 27                 | Cian Uijtdebroeks (BEL) | 48.                |

| Cofidis COF | Cofidis COF             | Cofidis COF |
| ----------- | ----------------------- | ----------- |
| Nr          | Kolarz                  | Miejsce     |
| 31          | Jesús Herrada (ESP)     | 49.         |
| 32          | Guillaume Martin (FRA)  | 10.         |
| 33          | François Bidard (FRA)   | 42.         |
| 34          | Eddy Finé (FRA)         | 82.         |
| 35          | José Herrada (ESP)      | 34.         |
| 36          | Kenneth Vanbilsen (BEL) | 103.        |
| 37          | Axel Zingle (FRA)       | 52.         |

| EF Education-EasyPost EFE | EF Education-EasyPost EFE  | EF Education-EasyPost EFE |
| ------------------------- | -------------------------- | ------------------------- |
| Nr                        | Kolarz                     | Miejsce                   |
| 41                        | Odd Christian Eiking (NOR) | 20.                       |
| 42                        | Ben Healy (IRL)            | 15.                       |
| 43                        | Jens Keukeleire (BEL)      | 41.                       |
| 44                        | Sebastian Langeveld (NED)  | DNF-2                     |
| 45                        | Marijn van den Berg (NED)  | 65.                       |
| 46                        | James Shaw (GBR)           | 6.                        |

| Groupama-FDJ GFC | Groupama-FDJ GFC        | Groupama-FDJ GFC |
| ---------------- | ----------------------- | ---------------- |
| Nr               | Kolarz                  | Miejsce          |
| 51               | Lewis Askey (GBR)       | 87.              |
| 52               | Fabian Lienhard (SUI)   | 80.              |
| 53               | Tobias Ludvigsson (SWE) | 37.              |
| 54               | Anthony Roux (FRA)      | DNF-5            |
| 55               | Ramon Sinkeldam (NED)   | DNF-5            |
| 56               | Jake Stewart (GBR)      | 74.              |
| 57               | Lars van den Berg (NED) | DNF-5            |

| Ineos Grenadiers IGD | Ineos Grenadiers IGD | Ineos Grenadiers IGD |
| -------------------- | -------------------- | -------------------- |
| Nr                   | Kolarz               | Miejsce              |
| 61                   | Edward Dunbar (IRL)  | 67.                  |
| 62                   | Omar Fraile (ESP)    | 93.                  |
| 63                   | Kim Heiduk (GER)     | 71.                  |
| 64                   | Ben Swift (GBR)      | 84.                  |
| 65                   | Brandon Rivera (COL) | 25.                  |
| 66                   | Ben Turner (GBR)     | 32.                  |
| 67                   | Cameron Wurf (AUS)   | 95.                  |

| Intermarché-Wanty-Gobert Matériaux IWG | Intermarché-Wanty-Gobert Matériaux IWG | Intermarché-Wanty-Gobert Matériaux IWG |
| -------------------------------------- | -------------------------------------- | -------------------------------------- |
| Nr                                     | Kolarz                                 | Miejsce                                |
| 71                                     | Jan Bakelants (BEL)                    | 33.                                    |
| 72                                     | Dimitri Claeys (BEL)                   | DNF-5                                  |
| 73                                     | Aimé De Gendt (BEL)                    | 66.                                    |
| 74                                     | Biniam Girmay (ERI)                    | DNF-5                                  |
| 75                                     | Lorenzo Rota (ITA)                     | 4.                                     |
| 76                                     | Kévin Van Melsen (BEL)                 | DNF-3                                  |
| 77                                     | Loïc Vliegen (BEL)                     | 2.                                     |

| Israel-Premier Tech IPT | Israel-Premier Tech IPT  | Israel-Premier Tech IPT |
| ----------------------- | ------------------------ | ----------------------- |
| Nr                      | Kolarz                   | Miejsce                 |
| 81                      | Patrick Bevin (NZL)      | DNF-5                   |
| 82                      | Alastair MacKellar (AUS) | DNF-5                   |
| 83                      | Derek Gee (CAN)          | DNF-2                   |
| 84                      | Omer Goldstein (ISR)     | 9.                      |
| 85                      | Reto Hollenstein (SUI)   | 40.                     |
| 86                      | Tom Van Asbroeck (BEL)   | 18.                     |
| 87                      | Sep Vanmarcke (BEL)      | 26.                     |

| Lotto-Soudal LTS | Lotto-Soudal LTS         | Lotto-Soudal LTS |
| ---------------- | ------------------------ | ---------------- |
| Nr               | Kolarz                   | Miejsce          |
| 91               | Victor Campenaerts (BEL) | 16.              |
| 92               | Cédric Beullens (BEL)    | 88.              |
| 93               | Jasper De Buyst (BEL)    | DNF-5            |
| 94               | Arnaud De Lie (BEL)      | DNF-5            |
| 95               | Maxim Van Gils (BEL)     | 7.               |
| 96               | Sébastien Grignard (BEL) | 100.             |
| 97               | Harm Vanhoucke (BEL)     | 12.              |

| Movistar Team MOV | Movistar Team MOV        | Movistar Team MOV |
| ----------------- | ------------------------ | ----------------- |
| Nr                | Kolarz                   | Miejsce           |
| 101               | Alex Aranburu (ESP)      | 63.               |
| 102               | Jorge Arcas (ESP)        | 50.               |
| 103               | William Barta (USA)      | 39.               |
| 104               | Johan Jacobs (SUI)       | DNF-5             |
| 105               | Oier Lazkano (ESP)       | 11.               |
| 106               | José Joaquín Rojas (ESP) | 68.               |
| 107               | Sergio Samitier (ESP)    | 73.               |

| Quick-Step Alpha Vinyl QST | Quick-Step Alpha Vinyl QST       | Quick-Step Alpha Vinyl QST |
| -------------------------- | -------------------------------- | -------------------------- |
| Nr                         | Kolarz                           | Miejsce                    |
| 111                        | Julian Alaphilippe (FRA) (szosa) | DNS-3                      |
| 112                        | Davide Ballerini (ITA)           | 46.                        |
| 113                        | Tim Declercq (BEL)               | 76.                        |
| 114                        | Dries Devenyns (BEL)             | DNF-2                      |
| 115                        | Iljo Keisse (BEL)                | DNF-3                      |
| 116                        | Stijn Steels (BEL)               | 102.                       |
| 117                        | Stan Van Tricht (BEL)            | DNF-4                      |

| Team DSM DSM | Team DSM DSM          | Team DSM DSM |
| ------------ | --------------------- | ------------ |
| Nr           | Kolarz                | Miejsce      |
| 121          | Nico Denz (GER)       | 47.          |
| 122          | Casper Pedersen (DEN) | DNF-5        |
| 123          | Frederik Madsen (DEN) | DNS-4        |
| 124          | Niklas Märkl (GER)    | DNF-4        |
| 125          | Tim Naberman (NED)    | DNF-5        |
| 126          | Romain Combaud (FRA)  | 31.          |
| 127          | Sam Welsford (AUS)    | DNF-3        |

| UAE Team Emirates UAD | UAE Team Emirates UAD  | UAE Team Emirates UAD |
| --------------------- | ---------------------- | --------------------- |
| Nr                    | Kolarz                 | Miejsce               |
| 131                   | Fernando Gaviria (COL) | 96.                   |
| 132                   | Ivo Oliveira (POR)     | 61.                   |
| 133                   | Felix Groß (GER)       | DNF-3                 |
| 134                   | Rui Oliveira (POR)     | 60.                   |
| 135                   | Joël Suter (SUI)       | DNF-5                 |
| 136                   | Oliviero Troia (ITA)   | 90.                   |
| 137                   | Matteo Trentin (ITA)   | 19.                   |

| Alpecin-Deceuninck AFC | Alpecin-Deceuninck AFC    | Alpecin-Deceuninck AFC |
| ---------------------- | ------------------------- | ---------------------- |
| Nr                     | Kolarz                    | Miejsce                |
| 141                    | Tim Merlier (BEL) (szosa) | 104.                   |
| 142                    | Dries De Bondt (BEL)      | 91.                    |
| 143                    | Xandro Meurisse (BEL)     | 28.                    |
| 144                    | Robert Stannard (AUS)     | 1.                     |
| 145                    | Gianni Vermeersch (BEL)   | DNF-5                  |
| 146                    | Julien Vermote (BEL)      | 89.                    |
| 147                    | Nicola Conci (ITA)        | 94.                    |

| B&B Hotels-KTM BBK | B&B Hotels-KTM BBK     | B&B Hotels-KTM BBK |
| ------------------ | ---------------------- | ------------------ |
| Nr                 | Kolarz                 | Miejsce            |
| 151                | Alan Boileau (FRA)     | DNF-5              |
| 152                | Maxime Chevalier (FRA) | 101.               |
| 153                | Thibault Ferasse (FRA) | DNF-4              |
| 154                | Miguel Heidemann (GER) | 78.                |
| 155                | Quentin Jauregui (FRA) | 59.                |
| 156                | Victor Koretzky (FRA)  | DNF-3              |
| 157                | Axel Laurance (FRA)    | 38.                |

| Bingoal Pauwels Sauces WB BWB | Bingoal Pauwels Sauces WB BWB | Bingoal Pauwels Sauces WB BWB |
| ----------------------------- | ----------------------------- | ----------------------------- |
| Nr                            | Kolarz                        | Miejsce                       |
| 161                           | Louis Blouwe (BEL)            | DNF-3                         |
| 162                           | Ceriel Desal (BEL)            | DNF-5                         |
| 163                           | Milan Menten (BEL)            | 24.                           |
| 164                           | Rémy Mertz (BEL)              | 56.                           |
| 165                           | Dimitri Peyskens (BEL)        | 17.                           |
| 166                           | Ludovic Robeet (BEL)          | 81.                           |
| 167                           | Luc Wirtgen (LUX)             | 51.                           |

| Sport Vlaanderen-Baloise SVB | Sport Vlaanderen-Baloise SVB | Sport Vlaanderen-Baloise SVB |
| ---------------------------- | ---------------------------- | ---------------------------- |
| Nr                           | Kolarz                       | Miejsce                      |
| 171                          | Jenno Berckmoes (BEL)        | 36.                          |
| 172                          | Vito Braet (BEL)             | 72.                          |
| 173                          | Lindsay De Vylder (BEL)      | DNF-5                        |
| 174                          | Sander De Pestel (BEL)       | DNF-4                        |
| 175                          | Aaron Van Poucke (BEL)       | 54.                          |
| 176                          | Julian Mertens (BEL)         | 53.                          |
| 177                          | Kenneth Van Rooy (BEL)       | 14.                          |

| Arkéa-Samsic ARK | Arkéa-Samsic ARK        | Arkéa-Samsic ARK |
| ---------------- | ----------------------- | ---------------- |
| Nr               | Kolarz                  | Miejsce          |
| 181              | Benjamin Declercq (BEL) | 55.              |
| 182              | Donavan Grondin (FRA)   | DNF-3            |
| 183              | Romain Hardy (FRA)      | 21.              |
| 185              | Laurent Pichon (FRA)    | 35.              |
| 186              | Kévin Vauquelin (FRA)   | 30.              |
| 187              | Alessandro Verre (ITA)  | 75.              |

| TotalEnergies TEN | TotalEnergies TEN         | TotalEnergies TEN |
| ----------------- | ------------------------- | ----------------- |
| Nr                | Kolarz                    | Miejsce           |
| 191               | Fabien Doubey (FRA)       | DNS-4             |
| 192               | Sandy Dujardin (FRA)      | DNS-3             |
| 193               | Christopher Lawless (GBR) | DNF-5             |
| 194               | Lorrenzo Manzin (FRA)     | 97.               |
| 196               | Niki Terpstra (NED)       | DNF-3             |
| 197               | Dries Van Gestel (BEL)    | 79.               |

| Baloise Trek Lions TBL | Baloise Trek Lions TBL  | Baloise Trek Lions TBL |
| ---------------------- | ----------------------- | ---------------------- |
| Nr                     | Kolarz                  | Miejsce                |
| 201                    | Thijs Aerts (BEL)       | 106.                   |
| 202                    | Yentl Bekaert (BEL)     | 105.                   |
| 203                    | Dietmar Ledegen (BEL)   | DNF-3                  |
| 204                    | Daan Mariën (BEL)       | DNF-5                  |
| 205                    | Thibau Nys (BEL)        | 69.                    |
| 206                    | Pim Ronhaar (NED)       | 27.                    |
| 207                    | Lars van der Haar (NED) | DNF-5                  |

| Tarteletto-Isorex TIS | Tarteletto-Isorex TIS   | Tarteletto-Isorex TIS |
| --------------------- | ----------------------- | --------------------- |
| Nr                    | Kolarz                  | Miejsce               |
| 211                   | Gianni Marchand (BEL)   | 43.                   |
| 212                   | Lennert Teugels (BEL)   | 45.                   |
| 213                   | Jacob Relaes (BEL)      | 77.                   |
| 215                   | Andreas Goeman (BEL)    | DNF-5                 |
| 216                   | Jeroen Eyskens (BEL)    | 86.                   |
| 217                   | Maxime De Poorter (BEL) | 99.                   |

| Trek-Segafredo TFS | Trek-Segafredo TFS      | Trek-Segafredo TFS |
| ------------------ | ----------------------- | ------------------ |
| Nr                 | Kolarz                  | Miejsce            |
| 1                  | Filippo Baroncini (ITA) | 13.                |
| 2                  | Marc Brustenga (ESP)    | DNF-5              |
| 3                  | Matteo Moschetti (ITA)  | DNF-5              |
| 4                  | Mattias Skjelmose (DEN) | 3.                 |
| 5                  | Edward Theuns (BEL)     | 58.                |
| 6                  | Markus Hoelgaard (NOR)  | 29.                |
| 7                  | Otto Vergaerde (BEL)    | DNS-4              |

| AG2R Citroën Team ACT | AG2R Citroën Team ACT        | AG2R Citroën Team ACT |
| --------------------- | ---------------------------- | --------------------- |
| Nr                    | Kolarz                       | Miejsce               |
| 11                    | Greg Van Avermaet (BEL)      | 5.                    |
| 12                    | Clément Champoussin (FRA)    | 22.                   |
| 13                    | Paul Lapeira (FRA)           | 83.                   |
| 14                    | Lawrence Naesen (BEL)        | 64.                   |
| 15                    | Valentin Paret-Peintre (FRA) | 70.                   |
| 16                    | Gijs Van Hoecke (BEL)        | 85.                   |
| 17                    | Larry Warbasse (USA)         | 62.                   |

| Bora-Hansgrohe BOH | Bora-Hansgrohe BOH      | Bora-Hansgrohe BOH |
| ------------------ | ----------------------- | ------------------ |
| Nr                 | Kolarz                  | Miejsce            |
| 21                 | Patrick Gamper (AUT)    | 57.                |
| 22                 | Jonas Koch (GER)        | 44.                |
| 23                 | Anton Palzer (GER)      | 23.                |
| 24                 | Shane Archbold (NZL)    | 98.                |
| 25                 | Matthew Walls (GBR)     | 92.                |
| 26                 | Frederik Wandahl (DEN)  | 8.                 |
| 27                 | Cian Uijtdebroeks (BEL) | 48.                |

| Cofidis COF | Cofidis COF             | Cofidis COF |
| ----------- | ----------------------- | ----------- |
| Nr          | Kolarz                  | Miejsce     |
| 31          | Jesús Herrada (ESP)     | 49.         |
| 32          | Guillaume Martin (FRA)  | 10.         |
| 33          | François Bidard (FRA)   | 42.         |
| 34          | Eddy Finé (FRA)         | 82.         |
| 35          | José Herrada (ESP)      | 34.         |
| 36          | Kenneth Vanbilsen (BEL) | 103.        |
| 37          | Axel Zingle (FRA)       | 52.         |

| EF Education-EasyPost EFE | EF Education-EasyPost EFE  | EF Education-EasyPost EFE |
| ------------------------- | -------------------------- | ------------------------- |
| Nr                        | Kolarz                     | Miejsce                   |
| 41                        | Odd Christian Eiking (NOR) | 20.                       |
| 42                        | Ben Healy (IRL)            | 15.                       |
| 43                        | Jens Keukeleire (BEL)      | 41.                       |
| 44                        | Sebastian Langeveld (NED)  | DNF-2                     |
| 45                        | Marijn van den Berg (NED)  | 65.                       |
| 46                        | James Shaw (GBR)           | 6.                        |

| Groupama-FDJ GFC | Groupama-FDJ GFC        | Groupama-FDJ GFC |
| ---------------- | ----------------------- | ---------------- |
| Nr               | Kolarz                  | Miejsce          |
| 51               | Lewis Askey (GBR)       | 87.              |
| 52               | Fabian Lienhard (SUI)   | 80.              |
| 53               | Tobias Ludvigsson (SWE) | 37.              |
| 54               | Anthony Roux (FRA)      | DNF-5            |
| 55               | Ramon Sinkeldam (NED)   | DNF-5            |
| 56               | Jake Stewart (GBR)      | 74.              |
| 57               | Lars van den Berg (NED) | DNF-5            |

| Ineos Grenadiers IGD | Ineos Grenadiers IGD | Ineos Grenadiers IGD |
| -------------------- | -------------------- | -------------------- |
| Nr                   | Kolarz               | Miejsce              |
| 61                   | Edward Dunbar (IRL)  | 67.                  |
| 62                   | Omar Fraile (ESP)    | 93.                  |
| 63                   | Kim Heiduk (GER)     | 71.                  |
| 64                   | Ben Swift (GBR)      | 84.                  |
| 65                   | Brandon Rivera (COL) | 25.                  |
| 66                   | Ben Turner (GBR)     | 32.                  |
| 67                   | Cameron Wurf (AUS)   | 95.                  |

| Intermarché-Wanty-Gobert Matériaux IWG | Intermarché-Wanty-Gobert Matériaux IWG | Intermarché-Wanty-Gobert Matériaux IWG |
| -------------------------------------- | -------------------------------------- | -------------------------------------- |
| Nr                                     | Kolarz                                 | Miejsce                                |
| 71                                     | Jan Bakelants (BEL)                    | 33.                                    |
| 72                                     | Dimitri Claeys (BEL)                   | DNF-5                                  |
| 73                                     | Aimé De Gendt (BEL)                    | 66.                                    |
| 74                                     | Biniam Girmay (ERI)                    | DNF-5                                  |
| 75                                     | Lorenzo Rota (ITA)                     | 4.                                     |
| 76                                     | Kévin Van Melsen (BEL)                 | DNF-3                                  |
| 77                                     | Loïc Vliegen (BEL)                     | 2.                                     |

| Israel-Premier Tech IPT | Israel-Premier Tech IPT  | Israel-Premier Tech IPT |
| ----------------------- | ------------------------ | ----------------------- |
| Nr                      | Kolarz                   | Miejsce                 |
| 81                      | Patrick Bevin (NZL)      | DNF-5                   |
| 82                      | Alastair MacKellar (AUS) | DNF-5                   |
| 83                      | Derek Gee (CAN)          | DNF-2                   |
| 84                      | Omer Goldstein (ISR)     | 9.                      |
| 85                      | Reto Hollenstein (SUI)   | 40.                     |
| 86                      | Tom Van Asbroeck (BEL)   | 18.                     |
| 87                      | Sep Vanmarcke (BEL)      | 26.                     |

| Lotto-Soudal LTS | Lotto-Soudal LTS         | Lotto-Soudal LTS |
| ---------------- | ------------------------ | ---------------- |
| Nr               | Kolarz                   | Miejsce          |
| 91               | Victor Campenaerts (BEL) | 16.              |
| 92               | Cédric Beullens (BEL)    | 88.              |
| 93               | Jasper De Buyst (BEL)    | DNF-5            |
| 94               | Arnaud De Lie (BEL)      | DNF-5            |
| 95               | Maxim Van Gils (BEL)     | 7.               |
| 96               | Sébastien Grignard (BEL) | 100.             |
| 97               | Harm Vanhoucke (BEL)     | 12.              |

| Movistar Team MOV | Movistar Team MOV        | Movistar Team MOV |
| ----------------- | ------------------------ | ----------------- |
| Nr                | Kolarz                   | Miejsce           |
| 101               | Alex Aranburu (ESP)      | 63.               |
| 102               | Jorge Arcas (ESP)        | 50.               |
| 103               | William Barta (USA)      | 39.               |
| 104               | Johan Jacobs (SUI)       | DNF-5             |
| 105               | Oier Lazkano (ESP)       | 11.               |
| 106               | José Joaquín Rojas (ESP) | 68.               |
| 107               | Sergio Samitier (ESP)    | 73.               |

| Quick-Step Alpha Vinyl QST | Quick-Step Alpha Vinyl QST       | Quick-Step Alpha Vinyl QST |
| -------------------------- | -------------------------------- | -------------------------- |
| Nr                         | Kolarz                           | Miejsce                    |
| 111                        | Julian Alaphilippe (FRA) (szosa) | DNS-3                      |
| 112                        | Davide Ballerini (ITA)           | 46.                        |
| 113                        | Tim Declercq (BEL)               | 76.                        |
| 114                        | Dries Devenyns (BEL)             | DNF-2                      |
| 115                        | Iljo Keisse (BEL)                | DNF-3                      |
| 116                        | Stijn Steels (BEL)               | 102.                       |
| 117                        | Stan Van Tricht (BEL)            | DNF-4                      |

| Team DSM DSM | Team DSM DSM          | Team DSM DSM |
| ------------ | --------------------- | ------------ |
| Nr           | Kolarz                | Miejsce      |
| 121          | Nico Denz (GER)       | 47.          |
| 122          | Casper Pedersen (DEN) | DNF-5        |
| 123          | Frederik Madsen (DEN) | DNS-4        |
| 124          | Niklas Märkl (GER)    | DNF-4        |
| 125          | Tim Naberman (NED)    | DNF-5        |
| 126          | Romain Combaud (FRA)  | 31.          |
| 127          | Sam Welsford (AUS)    | DNF-3        |

| UAE Team Emirates UAD | UAE Team Emirates UAD  | UAE Team Emirates UAD |
| --------------------- | ---------------------- | --------------------- |
| Nr                    | Kolarz                 | Miejsce               |
| 131                   | Fernando Gaviria (COL) | 96.                   |
| 132                   | Ivo Oliveira (POR)     | 61.                   |
| 133                   | Felix Groß (GER)       | DNF-3                 |
| 134                   | Rui Oliveira (POR)     | 60.                   |
| 135                   | Joël Suter (SUI)       | DNF-5                 |
| 136                   | Oliviero Troia (ITA)   | 90.                   |
| 137                   | Matteo Trentin (ITA)   | 19.                   |

| Alpecin-Deceuninck AFC | Alpecin-Deceuninck AFC    | Alpecin-Deceuninck AFC |
| ---------------------- | ------------------------- | ---------------------- |
| Nr                     | Kolarz                    | Miejsce                |
| 141                    | Tim Merlier (BEL) (szosa) | 104.                   |
| 142                    | Dries De Bondt (BEL)      | 91.                    |
| 143                    | Xandro Meurisse (BEL)     | 28.                    |
| 144                    | Robert Stannard (AUS)     | 1.                     |
| 145                    | Gianni Vermeersch (BEL)   | DNF-5                  |
| 146                    | Julien Vermote (BEL)      | 89.                    |
| 147                    | Nicola Conci (ITA)        | 94.                    |

| B&B Hotels-KTM BBK | B&B Hotels-KTM BBK     | B&B Hotels-KTM BBK |
| ------------------ | ---------------------- | ------------------ |
| Nr                 | Kolarz                 | Miejsce            |
| 151                | Alan Boileau (FRA)     | DNF-5              |
| 152                | Maxime Chevalier (FRA) | 101.               |
| 153                | Thibault Ferasse (FRA) | DNF-4              |
| 154                | Miguel Heidemann (GER) | 78.                |
| 155                | Quentin Jauregui (FRA) | 59.                |
| 156                | Victor Koretzky (FRA)  | DNF-3              |
| 157                | Axel Laurance (FRA)    | 38.                |

| Bingoal Pauwels Sauces WB BWB | Bingoal Pauwels Sauces WB BWB | Bingoal Pauwels Sauces WB BWB |
| ----------------------------- | ----------------------------- | ----------------------------- |
| Nr                            | Kolarz                        | Miejsce                       |
| 161                           | Louis Blouwe (BEL)            | DNF-3                         |
| 162                           | Ceriel Desal (BEL)            | DNF-5                         |
| 163                           | Milan Menten (BEL)            | 24.                           |
| 164                           | Rémy Mertz (BEL)              | 56.                           |
| 165                           | Dimitri Peyskens (BEL)        | 17.                           |
| 166                           | Ludovic Robeet (BEL)          | 81.                           |
| 167                           | Luc Wirtgen (LUX)             | 51.                           |

| Sport Vlaanderen-Baloise SVB | Sport Vlaanderen-Baloise SVB | Sport Vlaanderen-Baloise SVB |
| ---------------------------- | ---------------------------- | ---------------------------- |
| Nr                           | Kolarz                       | Miejsce                      |
| 171                          | Jenno Berckmoes (BEL)        | 36.                          |
| 172                          | Vito Braet (BEL)             | 72.                          |
| 173                          | Lindsay De Vylder (BEL)      | DNF-5                        |
| 174                          | Sander De Pestel (BEL)       | DNF-4                        |
| 175                          | Aaron Van Poucke (BEL)       | 54.                          |
| 176                          | Julian Mertens (BEL)         | 53.                          |
| 177                          | Kenneth Van Rooy (BEL)       | 14.                          |

| Arkéa-Samsic ARK | Arkéa-Samsic ARK        | Arkéa-Samsic ARK |
| ---------------- | ----------------------- | ---------------- |
| Nr               | Kolarz                  | Miejsce          |
| 181              | Benjamin Declercq (BEL) | 55.              |
| 182              | Donavan Grondin (FRA)   | DNF-3            |
| 183              | Romain Hardy (FRA)      | 21.              |
| 185              | Laurent Pichon (FRA)    | 35.              |
| 186              | Kévin Vauquelin (FRA)   | 30.              |
| 187              | Alessandro Verre (ITA)  | 75.              |

| TotalEnergies TEN | TotalEnergies TEN         | TotalEnergies TEN |
| ----------------- | ------------------------- | ----------------- |
| Nr                | Kolarz                    | Miejsce           |
| 191               | Fabien Doubey (FRA)       | DNS-4             |
| 192               | Sandy Dujardin (FRA)      | DNS-3             |
| 193               | Christopher Lawless (GBR) | DNF-5             |
| 194               | Lorrenzo Manzin (FRA)     | 97.               |
| 196               | Niki Terpstra (NED)       | DNF-3             |
| 197               | Dries Van Gestel (BEL)    | 79.               |

| Baloise Trek Lions TBL | Baloise Trek Lions TBL  | Baloise Trek Lions TBL |
| ---------------------- | ----------------------- | ---------------------- |
| Nr                     | Kolarz                  | Miejsce                |
| 201                    | Thijs Aerts (BEL)       | 106.                   |
| 202                    | Yentl Bekaert (BEL)     | 105.                   |
| 203                    | Dietmar Ledegen (BEL)   | DNF-3                  |
| 204                    | Daan Mariën (BEL)       | DNF-5                  |
| 205                    | Thibau Nys (BEL)        | 69.                    |
| 206                    | Pim Ronhaar (NED)       | 27.                    |
| 207                    | Lars van der Haar (NED) | DNF-5                  |

| Tarteletto-Isorex TIS | Tarteletto-Isorex TIS   | Tarteletto-Isorex TIS |
| --------------------- | ----------------------- | --------------------- |
| Nr                    | Kolarz                  | Miejsce               |
| 211                   | Gianni Marchand (BEL)   | 43.                   |
| 212                   | Lennert Teugels (BEL)   | 45.                   |
| 213                   | Jacob Relaes (BEL)      | 77.                   |
| 215                   | Andreas Goeman (BEL)    | DNF-5                 |
| 216                   | Jeroen Eyskens (BEL)    | 86.                   |
| 217                   | Maxime De Poorter (BEL) | 99.                   |

Legenda: DNF – nie ukończył etapu, OTL – przekroczył limit czasu, DNS – nie wystartował do etapu, DSQ – zdyskwalifikowany. Numer przy skrócie oznacza etap, na którym kolarz opuścił wyścig.

## Wyniki etapów

### Etap 1
| Temploux - Huy | pagórkowaty | (174,44 km) |

| \| Klasyfikacja etapu \| Klasyfikacja etapu \| Klasyfikacja etapu \| Klasyfikacja etapu \| Klasyfikacja etapu \| \| Kolarz \| Kolarz \| Państwo \| Drużyna \| Czas \| \| ------------------ \| -------------------- \| ------------------ \| ---------------------------------- \| ------------------ \| \| 1. \| Julian Alaphilippe \| Francja \| Quick-Step Alpha Vinyl \| 4h 06' 11" \| \| 2. \| Alex Aranburu \| Hiszpania \| Movistar Team \| + 1" \| \| 3. \| Robert Stannard \| Australia \| Alpecin-Deceuninck \| + 1" \| \| 4. \| Mattias Skjelmose \| Dania \| Trek-Segafredo \| + 5" \| \| 5. \| Odd Christian Eiking \| Norwegia \| EF Education-EasyPost \| + 5" \| \| 6. \| Lorenzo Rota \| Włochy \| Intermarché-Wanty-Gobert Matériaux \| + 5" \| \| 7. \| Guillaume Martin \| Francja \| Cofidis \| + 9" \| \| 8. \| Greg Van Avermaet \| Belgia \| AG2R Citroën Team \| + 15" \| \| 9. \| Clément Champoussin \| Francja \| AG2R Citroën Team \| + 15" \| \| 10. \| Cian Uijtdebroeks \| Belgia \| Bora-Hansgrohe \| + 17" \| |                      |           |                                    |            |
| |                      |           |                                    |            |
| Źródło: ProCyclingStats |                      |           |                                    |            |
| Klasyfikacja etapu |                      |           |                                    |            |
| Kolarz | Kolarz               | Państwo   | Drużyna                            | Czas       |
| 1. | Julian Alaphilippe   | Francja   | Quick-Step Alpha Vinyl             | 4h 06' 11" |
| 2. | Alex Aranburu        | Hiszpania | Movistar Team                      | + 1"       |
| 3. | Robert Stannard      | Australia | Alpecin-Deceuninck                 | + 1"       |
| 4. | Mattias Skjelmose    | Dania     | Trek-Segafredo                     | + 5"       |
| 5. | Odd Christian Eiking | Norwegia  | EF Education-EasyPost              | + 5"       |
| 6. | Lorenzo Rota         | Włochy    | Intermarché-Wanty-Gobert Matériaux | + 5"       |
| 7. | Guillaume Martin     | Francja   | Cofidis                            | + 9"       |
| 8. | Greg Van Avermaet    | Belgia    | AG2R Citroën Team                  | + 15"      |
| 9. | Clément Champoussin  | Francja   | AG2R Citroën Team                  | + 15"      |
| 10. | Cian Uijtdebroeks    | Belgia    | Bora-Hansgrohe                     | + 17"      |

| \| Klasyfikacja generalna \| Klasyfikacja generalna \| Klasyfikacja generalna \| Klasyfikacja generalna \| Klasyfikacja generalna \| \| Kolarz \| Kolarz \| Państwo \| Drużyna \| Czas \| \| ---------------------- \| ---------------------- \| ---------------------- \| ---------------------------------- \| ---------------------- \| \| 1. \| Julian Alaphilippe \| Francja \| Quick-Step Alpha Vinyl \| 4h 06' 01" \| \| 2. \| Alex Aranburu \| Hiszpania \| Movistar Team \| + 5" \| \| 3. \| Robert Stannard \| Australia \| Alpecin-Deceuninck \| + 7" \| \| 4. \| Mattias Skjelmose \| Dania \| Trek-Segafredo \| + 15" \| \| 5. \| Odd Christian Eiking \| Norwegia \| EF Education-EasyPost \| + 15" \| \| 6. \| Lorenzo Rota \| Włochy \| Intermarché-Wanty-Gobert Matériaux \| + 15" \| \| 7. \| Guillaume Martin \| Francja \| Cofidis \| + 19" \| \| 8. \| Greg Van Avermaet \| Belgia \| AG2R Citroën Team \| + 25" \| \| 9. \| Clément Champoussin \| Francja \| AG2R Citroën Team \| + 25" \| \| 10. \| Cian Uijtdebroeks \| Belgia \| Bora-Hansgrohe \| + 27" \| |                      |           |                                    |            |
| |                      |           |                                    |            |
| Źródło: ProCyclingStats |                      |           |                                    |            |
| Klasyfikacja generalna |                      |           |                                    |            |
| Kolarz | Kolarz               | Państwo   | Drużyna                            | Czas       |
| 1. | Julian Alaphilippe   | Francja   | Quick-Step Alpha Vinyl             | 4h 06' 01" |
| 2. | Alex Aranburu        | Hiszpania | Movistar Team                      | + 5"       |
| 3. | Robert Stannard      | Australia | Alpecin-Deceuninck                 | + 7"       |
| 4. | Mattias Skjelmose    | Dania     | Trek-Segafredo                     | + 15"      |
| 5. | Odd Christian Eiking | Norwegia  | EF Education-EasyPost              | + 15"      |
| 6. | Lorenzo Rota         | Włochy    | Intermarché-Wanty-Gobert Matériaux | + 15"      |
| 7. | Guillaume Martin     | Francja   | Cofidis                            | + 19"      |
| 8. | Greg Van Avermaet    | Belgia    | AG2R Citroën Team                  | + 25"      |
| 9. | Clément Champoussin  | Francja   | AG2R Citroën Team                  | + 25"      |
| 10. | Cian Uijtdebroeks    | Belgia    | Bora-Hansgrohe                     | + 27"      |

### Etap 2
| Verviers - Herve | pagórkowaty | (176,8 km) |

| \| Klasyfikacja etapu \| Klasyfikacja etapu \| Klasyfikacja etapu \| Klasyfikacja etapu \| Klasyfikacja etapu \| \| Kolarz \| Kolarz \| Państwo \| Drużyna \| Czas \| \| ------------------ \| ------------------ \| ------------------ \| ---------------------------------- \| ------------------ \| \| 1. \| Oier Lazkano \| Hiszpania \| Movistar Team \| 4h 12' 40" \| \| 2. \| Loïc Vliegen \| Belgia \| Intermarché-Wanty-Gobert Matériaux \| + 2" \| \| 3. \| Jesús Herrada \| Hiszpania \| Cofidis \| + 7" \| \| 4. \| Robert Stannard \| Australia \| Alpecin-Deceuninck \| + 11" \| \| 5. \| Mattias Skjelmose \| Dania \| Trek-Segafredo \| + 11" \| \| 6. \| Lorenzo Rota \| Włochy \| Intermarché-Wanty-Gobert Matériaux \| + 11" \| \| 7. \| Greg Van Avermaet \| Belgia \| AG2R Citroën Team \| + 11" \| \| 8. \| James Shaw \| Wielka Brytania \| EF Education-EasyPost \| + 11" \| \| 9. \| Maxim Van Gils \| Belgia \| Lotto-Soudal \| + 11" \| \| 10. \| Frederik Wandahl \| Dania \| Bora-Hansgrohe \| + 11" \| |                   |                 |                                    |            |
| |                   |                 |                                    |            |
| Źródło: ProCyclingStats |                   |                 |                                    |            |
| Klasyfikacja etapu |                   |                 |                                    |            |
| Kolarz | Kolarz            | Państwo         | Drużyna                            | Czas       |
| 1. | Oier Lazkano      | Hiszpania       | Movistar Team                      | 4h 12' 40" |
| 2. | Loïc Vliegen      | Belgia          | Intermarché-Wanty-Gobert Matériaux | + 2"       |
| 3. | Jesús Herrada     | Hiszpania       | Cofidis                            | + 7"       |
| 4. | Robert Stannard   | Australia       | Alpecin-Deceuninck                 | + 11"      |
| 5. | Mattias Skjelmose | Dania           | Trek-Segafredo                     | + 11"      |
| 6. | Lorenzo Rota      | Włochy          | Intermarché-Wanty-Gobert Matériaux | + 11"      |
| 7. | Greg Van Avermaet | Belgia          | AG2R Citroën Team                  | + 11"      |
| 8. | James Shaw        | Wielka Brytania | EF Education-EasyPost              | + 11"      |
| 9. | Maxim Van Gils    | Belgia          | Lotto-Soudal                       | + 11"      |
| 10. | Frederik Wandahl  | Dania           | Bora-Hansgrohe                     | + 11"      |

| \| Klasyfikacja generalna \| Klasyfikacja generalna \| Klasyfikacja generalna \| Klasyfikacja generalna \| Klasyfikacja generalna \| \| Kolarz \| Kolarz \| Państwo \| Drużyna \| Czas \| \| ---------------------- \| ---------------------- \| ---------------------- \| ---------------------------------- \| ---------------------- \| \| 1. \| Robert Stannard \| Australia \| Alpecin-Deceuninck \| 8h 18' 57" \| \| 2. \| Mattias Skjelmose \| Dania \| Trek-Segafredo \| + 7" \| \| 3. \| Lorenzo Rota \| Włochy \| Intermarché-Wanty-Gobert Matériaux \| + 10" \| \| 4. \| Loïc Vliegen \| Belgia \| Intermarché-Wanty-Gobert Matériaux \| + 11" \| \| 5. \| Guillaume Martin \| Francja \| Cofidis \| + 11" \| \| 6. \| Greg Van Avermaet \| Belgia \| AG2R Citroën Team \| + 20" \| \| 7. \| Cian Uijtdebroeks \| Belgia \| Bora-Hansgrohe \| + 22" \| \| 8. \| James Shaw \| Wielka Brytania \| EF Education-EasyPost \| + 28" \| \| 9. \| Jesús Herrada \| Hiszpania \| Cofidis \| + 29" \| \| 10. \| Maxim Van Gils \| Belgia \| Lotto-Soudal \| + 32" \| |                   |                 |                                    |            |
| |                   |                 |                                    |            |
| Źródło: ProCyclingStats |                   |                 |                                    |            |
| Klasyfikacja generalna |                   |                 |                                    |            |
| Kolarz | Kolarz            | Państwo         | Drużyna                            | Czas       |
| 1. | Robert Stannard   | Australia       | Alpecin-Deceuninck                 | 8h 18' 57" |
| 2. | Mattias Skjelmose | Dania           | Trek-Segafredo                     | + 7"       |
| 3. | Lorenzo Rota      | Włochy          | Intermarché-Wanty-Gobert Matériaux | + 10"      |
| 4. | Loïc Vliegen      | Belgia          | Intermarché-Wanty-Gobert Matériaux | + 11"      |
| 5. | Guillaume Martin  | Francja         | Cofidis                            | + 11"      |
| 6. | Greg Van Avermaet | Belgia          | AG2R Citroën Team                  | + 20"      |
| 7. | Cian Uijtdebroeks | Belgia          | Bora-Hansgrohe                     | + 22"      |
| 8. | James Shaw        | Wielka Brytania | EF Education-EasyPost              | + 28"      |
| 9. | Jesús Herrada     | Hiszpania       | Cofidis                            | + 29"      |
| 10. | Maxim Van Gils    | Belgia          | Lotto-Soudal                       | + 32"      |

### Etap 3
| Visé - Rochefort | płaski | (194,3 km) |

| \| Klasyfikacja etapu \| Klasyfikacja etapu \| Klasyfikacja etapu \| Klasyfikacja etapu \| Klasyfikacja etapu \| \| Kolarz \| Kolarz \| Państwo \| Drużyna \| Czas \| \| ------------------ \| ------------------ \| ------------------ \| ---------------------------------- \| ------------------ \| \| 1. \| Arnaud De Lie \| Belgia \| Lotto-Soudal \| 4h 39' 22" \| \| 2. \| Biniam Girmay \| Erytrea \| Intermarché-Wanty-Gobert Matériaux \| + 0" \| \| 3. \| Axel Laurance \| Francja \| B&B Hotels-KTM \| + 0" \| \| 4. \| Tom Van Asbroeck \| Belgia \| Israel-Premier Tech \| + 0" \| \| 5. \| Matteo Moschetti \| Włochy \| Trek-Segafredo \| + 0" \| \| 6. \| Alex Aranburu \| Hiszpania \| Movistar Team \| + 0" \| \| 7. \| Milan Menten \| Belgia \| Bingoal Pauwels Sauces WB \| + 0" \| \| 8. \| Oliviero Troia \| Włochy \| UAE Team Emirates \| + 0" \| \| 9. \| Ben Turner \| Wielka Brytania \| Ineos Grenadiers \| + 0" \| \| 10. \| Kim Heiduk \| Niemcy \| Ineos Grenadiers \| + 0" \| |                  |                 |                                    |            |
| |                  |                 |                                    |            |
| Źródło: ProCyclingStats |                  |                 |                                    |            |
| Klasyfikacja etapu |                  |                 |                                    |            |
| Kolarz | Kolarz           | Państwo         | Drużyna                            | Czas       |
| 1. | Arnaud De Lie    | Belgia          | Lotto-Soudal                       | 4h 39' 22" |
| 2. | Biniam Girmay    | Erytrea         | Intermarché-Wanty-Gobert Matériaux | + 0"       |
| 3. | Axel Laurance    | Francja         | B&B Hotels-KTM                     | + 0"       |
| 4. | Tom Van Asbroeck | Belgia          | Israel-Premier Tech                | + 0"       |
| 5. | Matteo Moschetti | Włochy          | Trek-Segafredo                     | + 0"       |
| 6. | Alex Aranburu    | Hiszpania       | Movistar Team                      | + 0"       |
| 7. | Milan Menten     | Belgia          | Bingoal Pauwels Sauces WB          | + 0"       |
| 8. | Oliviero Troia   | Włochy          | UAE Team Emirates                  | + 0"       |
| 9. | Ben Turner       | Wielka Brytania | Ineos Grenadiers                   | + 0"       |
| 10. | Kim Heiduk       | Niemcy          | Ineos Grenadiers                   | + 0"       |

| \| Klasyfikacja generalna \| Klasyfikacja generalna \| Klasyfikacja generalna \| Klasyfikacja generalna \| Klasyfikacja generalna \| \| Kolarz \| Kolarz \| Państwo \| Drużyna \| Czas \| \| ---------------------- \| ---------------------- \| ---------------------- \| ---------------------------------- \| ---------------------- \| \| 1. \| Robert Stannard \| Australia \| Alpecin-Deceuninck \| 15h 58' 23" \| \| 2. \| Loïc Vliegen \| Belgia \| Intermarché-Wanty-Gobert Matériaux \| + 4" \| \| 3. \| Mattias Skjelmose \| Dania \| Trek-Segafredo \| + 6" \| \| 4. \| Lorenzo Rota \| Włochy \| Intermarché-Wanty-Gobert Matériaux \| + 8" \| \| 5. \| Guillaume Martin \| Francja \| Cofidis \| + 11" \| \| 6. \| Greg Van Avermaet \| Belgia \| AG2R Citroën Team \| + 20" \| \| 7. \| Cian Uijtdebroeks \| Belgia \| Bora-Hansgrohe \| + 22" \| \| 8. \| James Shaw \| Wielka Brytania \| EF Education-EasyPost \| + 28" \| \| 9. \| Jesús Herrada \| Hiszpania \| Cofidis \| + 29" \| \| 10. \| Maxim Van Gils \| Belgia \| Lotto-Soudal \| + 32" \| |                   |                 |                                    |             |
| |                   |                 |                                    |             |
| Źródło: ProCyclingStats |                   |                 |                                    |             |
| Klasyfikacja generalna |                   |                 |                                    |             |
| Kolarz | Kolarz            | Państwo         | Drużyna                            | Czas        |
| 1. | Robert Stannard   | Australia       | Alpecin-Deceuninck                 | 15h 58' 23" |
| 2. | Loïc Vliegen      | Belgia          | Intermarché-Wanty-Gobert Matériaux | + 4"        |
| 3. | Mattias Skjelmose | Dania           | Trek-Segafredo                     | + 6"        |
| 4. | Lorenzo Rota      | Włochy          | Intermarché-Wanty-Gobert Matériaux | + 8"        |
| 5. | Guillaume Martin  | Francja         | Cofidis                            | + 11"       |
| 6. | Greg Van Avermaet | Belgia          | AG2R Citroën Team                  | + 20"       |
| 7. | Cian Uijtdebroeks | Belgia          | Bora-Hansgrohe                     | + 22"       |
| 8. | James Shaw        | Wielka Brytania | EF Education-EasyPost              | + 28"       |
| 9. | Jesús Herrada     | Hiszpania       | Cofidis                            | + 29"       |
| 10. | Maxim Van Gils    | Belgia          | Lotto-Soudal                       | + 32"       |

### Etap 4
| Durbuy - Couvin | płaski | (200,89 km) |

| \| Klasyfikacja etapu \| Klasyfikacja etapu \| Klasyfikacja etapu \| Klasyfikacja etapu \| Klasyfikacja etapu \| \| Kolarz \| Kolarz \| Państwo \| Drużyna \| Czas \| \| ------------------ \| ------------------ \| ------------------ \| ---------------------------------- \| ------------------ \| \| 1. \| Davide Ballerini \| Włochy \| Quick-Step Alpha Vinyl \| 5h 10' 12" \| \| 2. \| José Joaquín Rojas \| Hiszpania \| Movistar Team \| + 0" \| \| 3. \| Rui Oliveira \| Portugalia \| UAE Team Emirates \| + 0" \| \| 4. \| Mattias Skjelmose \| Dania \| Trek-Segafredo \| + 0" \| \| 5. \| Biniam Girmay \| Erytrea \| Intermarché-Wanty-Gobert Matériaux \| + 0" \| \| 6. \| Matteo Trentin \| Włochy \| UAE Team Emirates \| + 0" \| \| 7. \| Jake Stewart \| Wielka Brytania \| Groupama-FDJ \| + 0" \| \| 8. \| Milan Menten \| Belgia \| Bingoal Pauwels Sauces WB \| + 0" \| \| 9. \| Axel Laurance \| Francja \| B&B Hotels-KTM \| + 0" \| \| 10. \| Sep Vanmarcke \| Belgia \| Israel-Premier Tech \| + 0" \| |                    |                 |                                    |            |
| |                    |                 |                                    |            |
| Źródło: ProCyclingStats |                    |                 |                                    |            |
| Klasyfikacja etapu |                    |                 |                                    |            |
| Kolarz | Kolarz             | Państwo         | Drużyna                            | Czas       |
| 1. | Davide Ballerini   | Włochy          | Quick-Step Alpha Vinyl             | 5h 10' 12" |
| 2. | José Joaquín Rojas | Hiszpania       | Movistar Team                      | + 0"       |
| 3. | Rui Oliveira       | Portugalia      | UAE Team Emirates                  | + 0"       |
| 4. | Mattias Skjelmose  | Dania           | Trek-Segafredo                     | + 0"       |
| 5. | Biniam Girmay      | Erytrea         | Intermarché-Wanty-Gobert Matériaux | + 0"       |
| 6. | Matteo Trentin     | Włochy          | UAE Team Emirates                  | + 0"       |
| 7. | Jake Stewart       | Wielka Brytania | Groupama-FDJ                       | + 0"       |
| 8. | Milan Menten       | Belgia          | Bingoal Pauwels Sauces WB          | + 0"       |
| 9. | Axel Laurance      | Francja         | B&B Hotels-KTM                     | + 0"       |
| 10. | Sep Vanmarcke      | Belgia          | Israel-Premier Tech                | + 0"       |

| \| Klasyfikacja generalna \| Klasyfikacja generalna \| Klasyfikacja generalna \| Klasyfikacja generalna \| Klasyfikacja generalna \| \| Kolarz \| Kolarz \| Państwo \| Drużyna \| Czas \| \| ---------------------- \| ---------------------- \| ---------------------- \| ---------------------------------- \| ---------------------- \| \| 1. \| Robert Stannard \| Australia \| Alpecin-Deceuninck \| 18h 08' 35" \| \| 2. \| Loïc Vliegen \| Belgia \| Intermarché-Wanty-Gobert Matériaux \| + 4" \| \| 3. \| Mattias Skjelmose \| Dania \| Trek-Segafredo \| + 6" \| \| 4. \| Lorenzo Rota \| Włochy \| Intermarché-Wanty-Gobert Matériaux \| + 8" \| \| 5. \| Guillaume Martin \| Francja \| Cofidis \| + 11" \| \| 6. \| Greg Van Avermaet \| Belgia \| AG2R Citroën Team \| + 20" \| \| 7. \| Cian Uijtdebroeks \| Belgia \| Bora-Hansgrohe \| + 22" \| \| 8. \| James Shaw \| Wielka Brytania \| EF Education-EasyPost \| + 28" \| \| 9. \| Jesús Herrada \| Hiszpania \| Cofidis \| + 29" \| \| 10. \| Maxim Van Gils \| Belgia \| Lotto-Soudal \| + 32" \| |                   |                 |                                    |             |
| |                   |                 |                                    |             |
| Źródło: ProCyclingStats |                   |                 |                                    |             |
| Klasyfikacja generalna |                   |                 |                                    |             |
| Kolarz | Kolarz            | Państwo         | Drużyna                            | Czas        |
| 1. | Robert Stannard   | Australia       | Alpecin-Deceuninck                 | 18h 08' 35" |
| 2. | Loïc Vliegen      | Belgia          | Intermarché-Wanty-Gobert Matériaux | + 4"        |
| 3. | Mattias Skjelmose | Dania           | Trek-Segafredo                     | + 6"        |
| 4. | Lorenzo Rota      | Włochy          | Intermarché-Wanty-Gobert Matériaux | + 8"        |
| 5. | Guillaume Martin  | Francja         | Cofidis                            | + 11"       |
| 6. | Greg Van Avermaet | Belgia          | AG2R Citroën Team                  | + 20"       |
| 7. | Cian Uijtdebroeks | Belgia          | Bora-Hansgrohe                     | + 22"       |
| 8. | James Shaw        | Wielka Brytania | EF Education-EasyPost              | + 28"       |
| 9. | Jesús Herrada     | Hiszpania       | Cofidis                            | + 29"       |
| 10. | Maxim Van Gils    | Belgia          | Lotto-Soudal                       | + 32"       |

### Etap 5
| Le Rœulx - Chapelle-lez-Herlaimont | płaski | (214,8 km) |

| \| Klasyfikacja etapu \| Klasyfikacja etapu \| Klasyfikacja etapu \| Klasyfikacja etapu \| Klasyfikacja etapu \| \| Kolarz \| Kolarz \| Państwo \| Drużyna \| Czas \| \| ------------------ \| ------------------- \| ------------------ \| ---------------------------------- \| ------------------ \| \| 1. \| Jan Bakelants \| Belgia \| Intermarché-Wanty-Gobert Matériaux \| 4h 41' 25" \| \| 2. \| Robert Stannard \| Australia \| Alpecin-Deceuninck \| + 0" \| \| 3. \| Axel Laurance \| Francja \| B&B Hotels-KTM \| + 0" \| \| 4. \| Thibau Nys \| Belgia \| \| + 0" \| \| 5. \| Matteo Trentin \| Włochy \| UAE Team Emirates \| + 0" \| \| 6. \| Milan Menten \| Belgia \| Bingoal Pauwels Sauces WB \| + 0" \| \| 7. \| Loïc Vliegen \| Belgia \| Intermarché-Wanty-Gobert Matériaux \| + 0" \| \| 8. \| Mattias Skjelmose \| Dania \| Trek-Segafredo \| + 0" \| \| 9. \| Marijn van den Berg \| Holandia \| EF Education-EasyPost \| + 0" \| \| 10. \| Filippo Baroncini \| Włochy \| Trek-Segafredo \| + 0" \| |                     |           |                                    |            |
| |                     |           |                                    |            |
| Źródło: ProCyclingStats |                     |           |                                    |            |
| Klasyfikacja etapu |                     |           |                                    |            |
| Kolarz | Kolarz              | Państwo   | Drużyna                            | Czas       |
| 1. | Jan Bakelants       | Belgia    | Intermarché-Wanty-Gobert Matériaux | 4h 41' 25" |
| 2. | Robert Stannard     | Australia | Alpecin-Deceuninck                 | + 0"       |
| 3. | Axel Laurance       | Francja   | B&B Hotels-KTM                     | + 0"       |
| 4. | Thibau Nys          | Belgia    |                                    | + 0"       |
| 5. | Matteo Trentin      | Włochy    | UAE Team Emirates                  | + 0"       |
| 6. | Milan Menten        | Belgia    | Bingoal Pauwels Sauces WB          | + 0"       |
| 7. | Loïc Vliegen        | Belgia    | Intermarché-Wanty-Gobert Matériaux | + 0"       |
| 8. | Mattias Skjelmose   | Dania     | Trek-Segafredo                     | + 0"       |
| 9. | Marijn van den Berg | Holandia  | EF Education-EasyPost              | + 0"       |
| 10. | Filippo Baroncini   | Włochy    | Trek-Segafredo                     | + 0"       |

## Klasyfikacje

### Klasyfikacja generalna
| \| Klasyfikacja generalna \| Klasyfikacja generalna \| Klasyfikacja generalna \| Klasyfikacja generalna \| Klasyfikacja generalna \| \| Kolarz \| Kolarz \| Państwo \| Drużyna \| Czas \| \| ---------------------- \| ---------------------- \| ---------------------- \| ---------------------------------- \| ---------------------- \| \| 1. \| Robert Stannard \| Australia \| Alpecin-Deceuninck \| 22h 49' 54" \| \| 2. \| Loïc Vliegen \| Belgia \| Intermarché-Wanty-Gobert Matériaux \| + 10" \| \| 3. \| Mattias Skjelmose \| Dania \| Trek-Segafredo \| + 12" \| \| 4. \| Lorenzo Rota \| Włochy \| Intermarché-Wanty-Gobert Matériaux \| + 14" \| \| 5. \| Greg Van Avermaet \| Belgia \| AG2R Citroën Team \| + 26" \| \| 6. \| James Shaw \| Wielka Brytania \| EF Education-EasyPost \| + 34" \| \| 7. \| Maxim Van Gils \| Belgia \| Lotto-Soudal \| + 38" \| \| 8. \| Frederik Wandahl \| Dania \| Bora-Hansgrohe \| + 43" \| \| 9. \| Omer Goldstein \| Izrael \| Israel-Premier Tech \| + 46" \| \| 10. \| Guillaume Martin \| Francja \| Cofidis \| + 51" \| |                   |                 |                                    |             |
| |                   |                 |                                    |             |
| Źródło: ProCyclingStats |                   |                 |                                    |             |
| Klasyfikacja generalna |                   |                 |                                    |             |
| Kolarz | Kolarz            | Państwo         | Drużyna                            | Czas        |
| 1. | Robert Stannard   | Australia       | Alpecin-Deceuninck                 | 22h 49' 54" |
| 2. | Loïc Vliegen      | Belgia          | Intermarché-Wanty-Gobert Matériaux | + 10"       |
| 3. | Mattias Skjelmose | Dania           | Trek-Segafredo                     | + 12"       |
| 4. | Lorenzo Rota      | Włochy          | Intermarché-Wanty-Gobert Matériaux | + 14"       |
| 5. | Greg Van Avermaet | Belgia          | AG2R Citroën Team                  | + 26"       |
| 6. | James Shaw        | Wielka Brytania | EF Education-EasyPost              | + 34"       |
| 7. | Maxim Van Gils    | Belgia          | Lotto-Soudal                       | + 38"       |
| 8. | Frederik Wandahl  | Dania           | Bora-Hansgrohe                     | + 43"       |
| 9. | Omer Goldstein    | Izrael          | Israel-Premier Tech                | + 46"       |
| 10. | Guillaume Martin  | Francja         | Cofidis                            | + 51"       |

| Klasyfikacja punktowa | Klasyfikacja punktowa | Klasyfikacja punktowa | Klasyfikacja punktowa              | Klasyfikacja punktowa |
| Kolarz                | Kolarz                | Państwo               | Drużyna                            | Punkty                |
| --------------------- | --------------------- | --------------------- | ---------------------------------- | --------------------- |
| 1.                    | Robert Stannard       | Australia             | Alpecin-Deceuninck                 | 45 pkt                |
| 2.                    | Axel Laurance         | Francja               | B&B Hotels-KTM                     | 32 pkt                |
| 3.                    | Mattias Skjelmose     | Dania                 | Trek-Segafredo                     | 31 pkt                |
| 4.                    | Alex Aranburu         | Hiszpania             | Movistar Team                      | 26 pkt                |
| 5.                    | Oier Lazkano          | Hiszpania             | Movistar Team                      | 25 pkt                |
| 6.                    | Davide Ballerini      | Włochy                | Quick-Step Alpha Vinyl             | 25 pkt                |
| 7.                    | Loïc Vliegen          | Belgia                | Intermarché-Wanty-Gobert Matériaux | 24 pkt                |
| 8.                    | Jan Bakelants         | Belgia                | Intermarché-Wanty-Gobert Matériaux | 20 pkt                |
| 9.                    | José Joaquín Rojas    | Hiszpania             | Movistar Team                      | 20 pkt                |
| 10.                   | Jesús Herrada         | Hiszpania             | Cofidis                            | 15 pkt                |

| Klasyfikacja punktowa | Klasyfikacja punktowa | Klasyfikacja punktowa | Klasyfikacja punktowa              | Klasyfikacja punktowa |
| Kolarz                | Kolarz                | Państwo               | Drużyna                            | Punkty                |
| --------------------- | --------------------- | --------------------- | ---------------------------------- | --------------------- |
| 1.                    | Robert Stannard       | Australia             | Alpecin-Deceuninck                 | 45 pkt                |
| 2.                    | Axel Laurance         | Francja               | B&B Hotels-KTM                     | 32 pkt                |
| 3.                    | Mattias Skjelmose     | Dania                 | Trek-Segafredo                     | 31 pkt                |
| 4.                    | Alex Aranburu         | Hiszpania             | Movistar Team                      | 26 pkt                |
| 5.                    | Oier Lazkano          | Hiszpania             | Movistar Team                      | 25 pkt                |
| 6.                    | Davide Ballerini      | Włochy                | Quick-Step Alpha Vinyl             | 25 pkt                |
| 7.                    | Loïc Vliegen          | Belgia                | Intermarché-Wanty-Gobert Matériaux | 24 pkt                |
| 8.                    | Jan Bakelants         | Belgia                | Intermarché-Wanty-Gobert Matériaux | 20 pkt                |
| 9.                    | José Joaquín Rojas    | Hiszpania             | Movistar Team                      | 20 pkt                |
| 10.                   | Jesús Herrada         | Hiszpania             | Cofidis                            | 15 pkt                |

| Klasyfikacja górska | Klasyfikacja górska | Klasyfikacja górska | Klasyfikacja górska    | Klasyfikacja górska |
| Kolarz              | Kolarz              | Państwo             | Drużyna                | Punkty              |
| ------------------- | ------------------- | ------------------- | ---------------------- | ------------------- |
| 1.                  | Victor Campenaerts  | Belgia              | Lotto-Soudal           | 50 pkt              |
| 2.                  | Oier Lazkano        | Hiszpania           | Movistar Team          | 30 pkt              |
| 3.                  | Lennert Teugels     | Belgia              | Tarteletto-Isorex      | 28 pkt              |
| 4.                  | Rui Oliveira        | Portugalia          | UAE Team Emirates      | 28 pkt              |
| 5.                  | Ivo Oliveira        | Portugalia          | UAE Team Emirates      | 26 pkt              |
| 6.                  | José Joaquín Rojas  | Hiszpania           | Movistar Team          | 22 pkt              |
| 7.                  | Thijs Aerts         | Belgia              | Baloise Trek Lions     | 20 pkt              |
| 8.                  | Davide Ballerini    | Włochy              | Quick-Step Alpha Vinyl | 20 pkt              |
| 9.                  | Edward Theuns       | Belgia              | Trek-Segafredo         | 14 pkt              |
| 10.                 | Maxime Chevalier    | Francja             | B&B Hotels-KTM         | 14 pkt              |

| Klasyfikacja górska | Klasyfikacja górska | Klasyfikacja górska | Klasyfikacja górska    | Klasyfikacja górska |
| Kolarz              | Kolarz              | Państwo             | Drużyna                | Punkty              |
| ------------------- | ------------------- | ------------------- | ---------------------- | ------------------- |
| 1.                  | Victor Campenaerts  | Belgia              | Lotto-Soudal           | 50 pkt              |
| 2.                  | Oier Lazkano        | Hiszpania           | Movistar Team          | 30 pkt              |
| 3.                  | Lennert Teugels     | Belgia              | Tarteletto-Isorex      | 28 pkt              |
| 4.                  | Rui Oliveira        | Portugalia          | UAE Team Emirates      | 28 pkt              |
| 5.                  | Ivo Oliveira        | Portugalia          | UAE Team Emirates      | 26 pkt              |
| 6.                  | José Joaquín Rojas  | Hiszpania           | Movistar Team          | 22 pkt              |
| 7.                  | Thijs Aerts         | Belgia              | Baloise Trek Lions     | 20 pkt              |
| 8.                  | Davide Ballerini    | Włochy              | Quick-Step Alpha Vinyl | 20 pkt              |
| 9.                  | Edward Theuns       | Belgia              | Trek-Segafredo         | 14 pkt              |
| 10.                 | Maxime Chevalier    | Francja             | B&B Hotels-KTM         | 14 pkt              |

| Klasyfikacja młodzieżowa | Klasyfikacja młodzieżowa | Klasyfikacja młodzieżowa | Klasyfikacja młodzieżowa | Klasyfikacja młodzieżowa |
| Kolarz                   | Kolarz                   | Państwo                  | Drużyna                  | Czas                     |
| ------------------------ | ------------------------ | ------------------------ | ------------------------ | ------------------------ |
| 1.                       | Robert Stannard          | Australia                | Alpecin-Deceuninck       | 22h 49' 54"              |
| 2.                       | Mattias Skjelmose        | Dania                    | Trek-Segafredo           | + 12"                    |
| 3.                       | Maxim Van Gils           | Belgia                   | Lotto-Soudal             | + 38"                    |
| 4.                       | Frederik Wandahl         | Dania                    | Bora-Hansgrohe           | + 43"                    |
| 5.                       | Oier Lazkano             | Hiszpania                | Movistar Team            | + 55"                    |
| 6.                       | Filippo Baroncini        | Włochy                   | Trek-Segafredo           | + 1' 41"                 |
| 7.                       | Ben Healy                | Irlandia                 | EF Education-EasyPost    | + 3' 03"                 |
| 8.                       | Pim Ronhaar              | Holandia                 | Baloise Trek Lions       | + 10' 40"                |
| 9.                       | Kévin Vauquelin          | Francja                  | Arkéa-Samsic             | + 11' 42"                |
| 10.                      | Ben Turner               | Wielka Brytania          | Ineos Grenadiers         | + 12' 11"                |

| Klasyfikacja młodzieżowa | Klasyfikacja młodzieżowa | Klasyfikacja młodzieżowa | Klasyfikacja młodzieżowa | Klasyfikacja młodzieżowa |
| Kolarz                   | Kolarz                   | Państwo                  | Drużyna                  | Czas                     |
| ------------------------ | ------------------------ | ------------------------ | ------------------------ | ------------------------ |
| 1.                       | Robert Stannard          | Australia                | Alpecin-Deceuninck       | 22h 49' 54"              |
| 2.                       | Mattias Skjelmose        | Dania                    | Trek-Segafredo           | + 12"                    |
| 3.                       | Maxim Van Gils           | Belgia                   | Lotto-Soudal             | + 38"                    |
| 4.                       | Frederik Wandahl         | Dania                    | Bora-Hansgrohe           | + 43"                    |
| 5.                       | Oier Lazkano             | Hiszpania                | Movistar Team            | + 55"                    |
| 6.                       | Filippo Baroncini        | Włochy                   | Trek-Segafredo           | + 1' 41"                 |
| 7.                       | Ben Healy                | Irlandia                 | EF Education-EasyPost    | + 3' 03"                 |
| 8.                       | Pim Ronhaar              | Holandia                 | Baloise Trek Lions       | + 10' 40"                |
| 9.                       | Kévin Vauquelin          | Francja                  | Arkéa-Samsic             | + 11' 42"                |
| 10.                      | Ben Turner               | Wielka Brytania          | Ineos Grenadiers         | + 12' 11"                |

| Klasyfikacja drużynowa | Klasyfikacja drużynowa             | Klasyfikacja drużynowa | Klasyfikacja drużynowa |
| Drużyna                | Drużyna                            | Państwo                | Czas                   |
| ---------------------- | ---------------------------------- | ---------------------- | ---------------------- |
| 1.                     | Lotto-Soudal                       | Belgia                 | 68h 34' 36"            |
| 2.                     | Intermarché-Wanty-Gobert Matériaux | Belgia                 | + 4' 28"               |
| 3.                     | Bora-Hansgrohe                     | Niemcy                 | + 6' 30"               |
| 4.                     | EF Education-EasyPost              | Stany Zjednoczone      | + 7' 15"               |
| 5.                     | Trek-Segafredo                     | Stany Zjednoczone      | + 7' 58"               |
| 6.                     | Cofidis                            | Francja                | + 9' 10"               |
| 7.                     | Israel-Premier Tech                | Izrael                 | + 10' 22"              |
| 8.                     | AG2R Citroën Team                  | Francja                | + 14' 17"              |
| 9.                     | Movistar Team                      | Hiszpania              | + 15' 18"              |
| 10.                    | Alpecin-Deceuninck                 | Belgia                 | + 23' 54"              |

| Klasyfikacja drużynowa | Klasyfikacja drużynowa             | Klasyfikacja drużynowa | Klasyfikacja drużynowa |
| Drużyna                | Drużyna                            | Państwo                | Czas                   |
| ---------------------- | ---------------------------------- | ---------------------- | ---------------------- |
| 1.                     | Lotto-Soudal                       | Belgia                 | 68h 34' 36"            |
| 2.                     | Intermarché-Wanty-Gobert Matériaux | Belgia                 | + 4' 28"               |
| 3.                     | Bora-Hansgrohe                     | Niemcy                 | + 6' 30"               |
| 4.                     | EF Education-EasyPost              | Stany Zjednoczone      | + 7' 15"               |
| 5.                     | Trek-Segafredo                     | Stany Zjednoczone      | + 7' 58"               |
| 6.                     | Cofidis                            | Francja                | + 9' 10"               |
| 7.                     | Israel-Premier Tech                | Izrael                 | + 10' 22"              |
| 8.                     | AG2R Citroën Team                  | Francja                | + 14' 17"              |
| 9.                     | Movistar Team                      | Hiszpania              | + 15' 18"              |
| 10.                    | Alpecin-Deceuninck                 | Belgia                 | + 23' 54"              |

### Liderzy klasyfikacji
| Etap   |             | Pierwsze miejsce _ | Klasyfikacja generalna | Punktowa           | Górska             | Sprinterska      | Młodzieżowa     | Drużynowa _                        |
| ------ | ----------- | ------------------ | ---------------------- | ------------------ | ------------------ | ---------------- | --------------- | ---------------------------------- |
| 1      | pagórkowaty | Julian Alaphilippe | Julian Alaphilippe     | Julian Alaphilippe | Lennert Teugels    | Fabian Lienhard  | Robert Stannard | Intermarché-Wanty-Gobert Matériaux |
| 2      | pagórkowaty | Oier Lazkano       | Robert Stannard        | Oier Lazkano       | Gianni Vermeersch  | Fabian Lienhard  | Robert Stannard | Lotto-Soudal                       |
| 3      | płaski      | Arnaud De Lie      | Robert Stannard        | Alex Aranburu      | Victor Campenaerts | Casper Pedersen  | Robert Stannard | Lotto-Soudal                       |
| 4      | płaski      | Davide Ballerini   | Robert Stannard        | Mattias Skjelmose  | Victor Campenaerts | Casper Pedersen  | Robert Stannard | Lotto-Soudal                       |
| 5      | płaski      | Jan Bakelants      | Robert Stannard        | Robert Stannard    | Victor Campenaerts | Dries Van Gestel | Robert Stannard | Lotto-Soudal                       |
| Koniec | Koniec      |                    | Robert Stannard        | Robert Stannard    | Victor Campenaerts | Dries Van Gestel | Robert Stannard | Lotto-Soudal                       |